# Дезерт-Вью

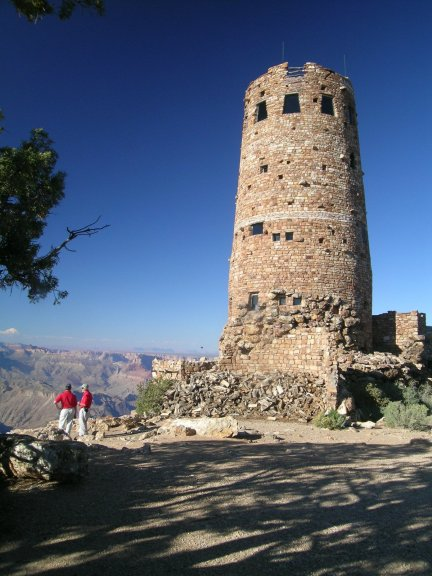
Башня Дезерт-Вью

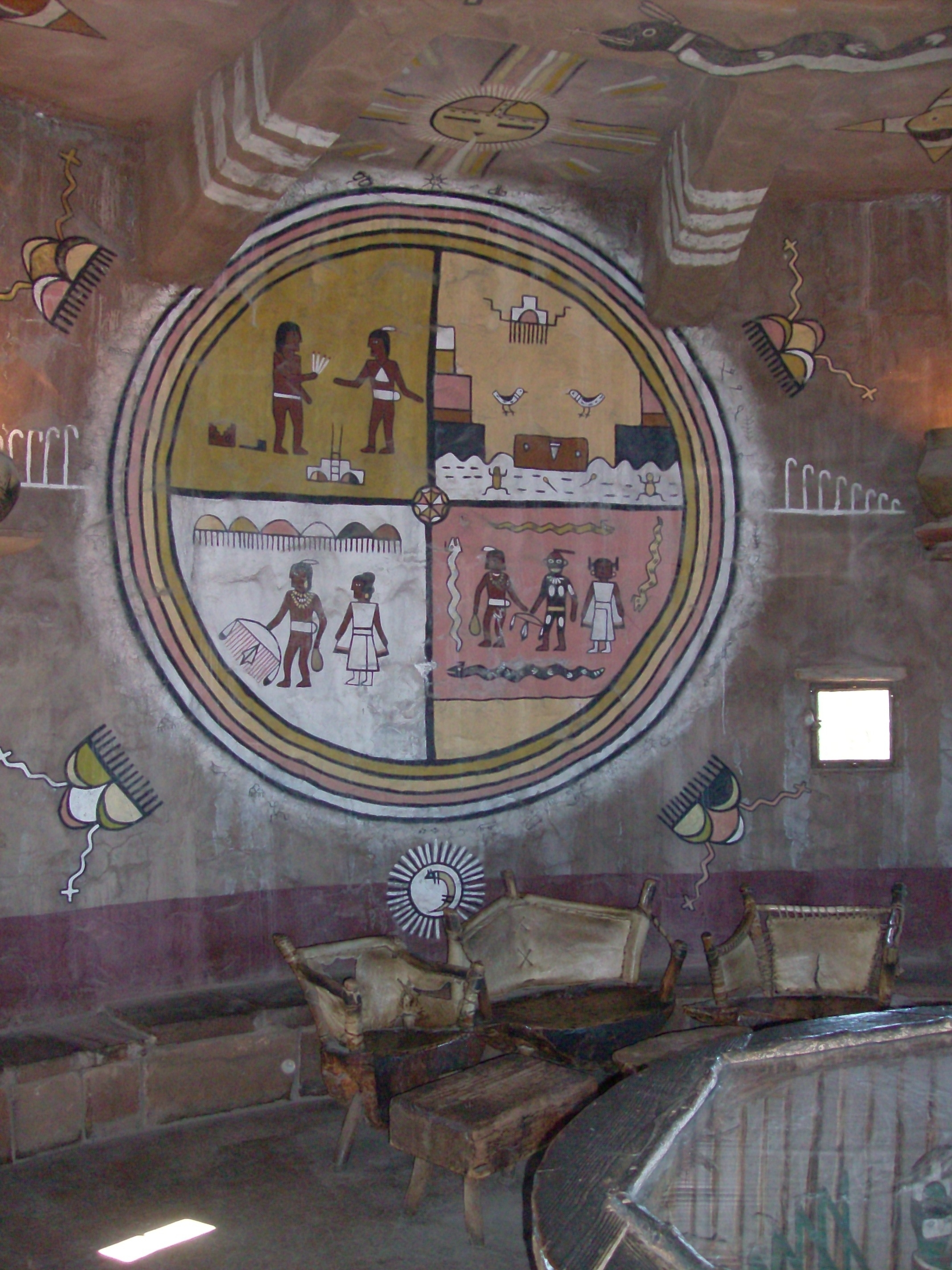
Настенная роспись Ф. Кэботи в Наблюдательной башне Дезерт-Вью

Наблюдательная башня Дезерт-Вью, англ. Desert View Watchtower — каменное сооружение высотой 21 метр, расположенное на Южном Гребне Гранд-Каньона (на территории Национального парка Гранд-Каньон в штате Аризона, США). Четырёхэтажное здание, завершённое в 1932 году, спроектировала американский архитектор Мэри Колтер, известная также сооружением ряда зданий в «традиционно индейском» стиле и в стиле «Дикого Запада», в том числе таких, как en:Hermit's Rest, en:Lookout Studio, Хопи-Хаус и др. Внутренние стены расписал Фред Кэботи.
На нижнем этаже башни в настоящее время (2009 год) расположен магазин сувениров, а верхние этажи служат для того, чтобы посетители могли полюбоваться видом на восточную часть Гранд-Каньона. Башня причислена к Национальным историческим памятникам США 28 мая 1987 года.
В 2008 году двое туристов получили постоянный запрет на посещение любых национальных парков США после того, как они использовали фломастер-маркер и белую замазку, чтобы исправить пунктуацию на табличке, которая являлась историческим памятником, поскольку её нарисовала сама Мэри Колтер.